# Asarum yaeyamense
Asarum yaeyamense är en piprankeväxtart som beskrevs av Hatusima. Asarum yaeyamense ingår i släktet hasselörter, och familjen piprankeväxter. Inga underarter finns listade i Catalogue of Life.